# 하버드 대학교 천문대

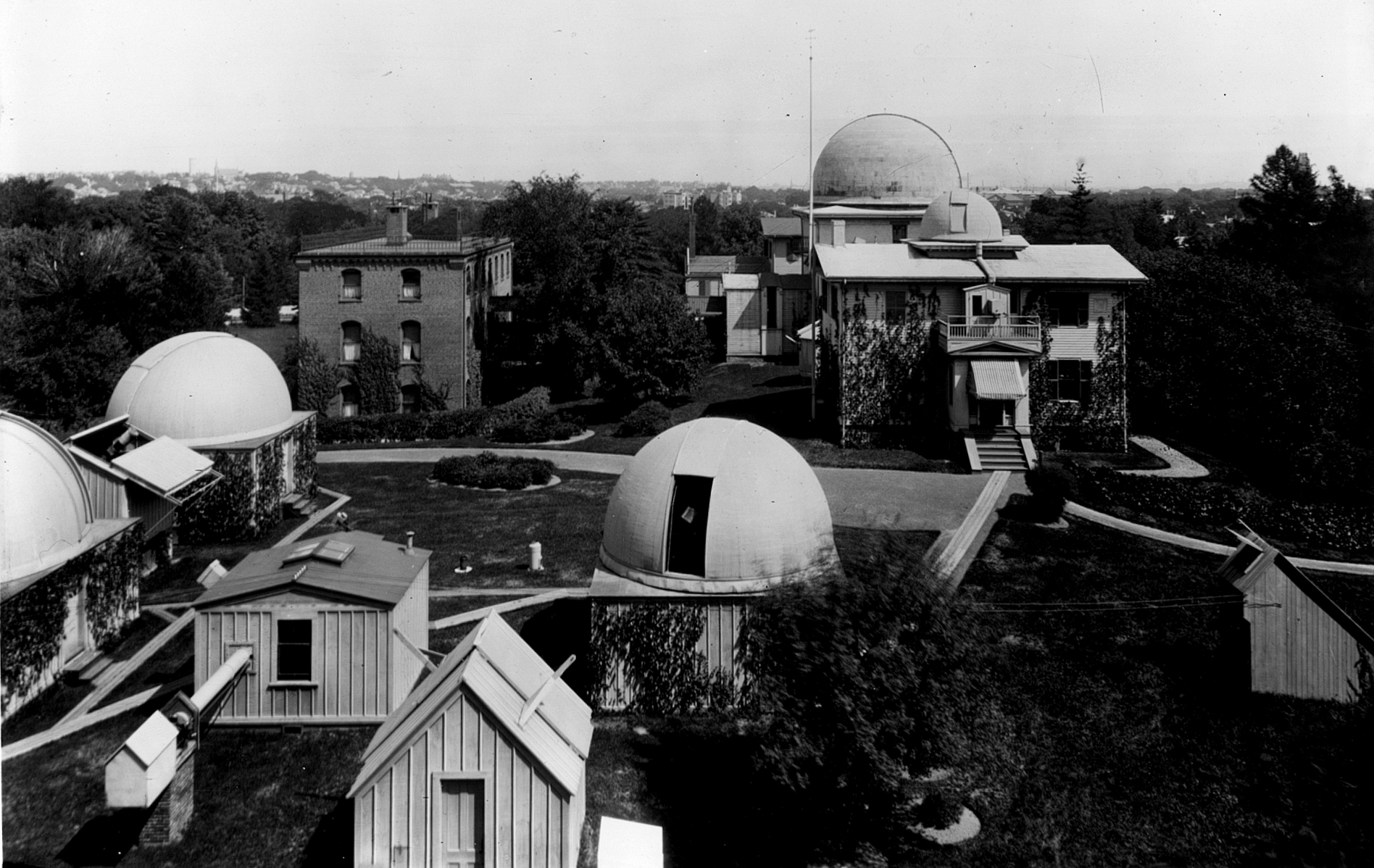
1899년 무렵의 하버드 대학교 천문대

하버드 대학교 천문대(Harvard College Observatory, HCO)는 하버드 대학교 천문학과가 보유한 천문 관측 시설 및 연구 장비를 관리하는 연구소이다. 미국 매사추세츠주 케임브리지에 있으며, 1839년에 설립되었다.
스미소니언 천체물리관측소와 함께 하버드-스미소니언 천체물리학 센터를 이루고 있다.

## 같이 보기
- 하버드의 계산수